# 迪克敦 (紐約州)
迪克敦（英語：Dicktown）是位於美國紐約州帕特南縣的鬼鎮。

## 地理
迪克敦所處的海拔為高於海平面209米（即686英呎），而該地所採用的時區為UTC-5，即北美东部时区（EST）。同時該地設有夏令時間，為UTC-5調快一小時，即UTC-4（EDT）。